# ملعب ريزال التذكاري
ملعب ريزال التذكاري هو الملعب الرئيسي لرياضة كرة القدم في مجمع ريزال التذكاري الرياضي، الذي يقع في مانيلا عاصمة الفلبين. وهو الاستاد الوطني لدولة الفلبين. احتضن هذا الملعب دورة الألعاب الآسيوية 1954 ودورة ألعاب جنوب شرق آسيا في ثلاث مناسبات. قبل تجديده في عام 2011، كان الملعب سيئ للغاية، وكان غير صالح للعب المباريات الدولية. تم افتتاح الملعب عام 1934 وهو يتسع الآن لحوالي 30,000 متفرج أما على مقاعد كرة القدم فلا يتسع إلا ل12,873.
الملعب هو المقر الرسمي لمنتخب الفليبين لكرة القدم.
المباريات الدولية
| الفلبين                                                     | 0 – 4 | سريلانكا |
| ----------------------------------------------------------- | ----- | -------- |
| كاليغدونغ 19' · ف. يونغهوزباند 43'، 57' (ركل.) · غيرادو 50' | تقرير |          |

| الفلبين    | 2 – 1 | الكويت                |
| ---------- | ----- | --------------------- |
| شروك 45+2' | تقرير | ناصر 61' · و. علي 85' |

## وصلات خارجية
- صور لملعب ريزال التذكاري